# Karl von Hofmann

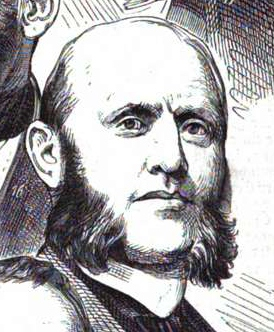
Karl von Hofmann, 1867. Grafik von Hermann Scherenberg.

Karl Hofmann, ab 1882 von Hofmann (* 4. November 1827 in Darmstadt; † 9. Mai 1910 ebenda), war ein deutscher Beamter und Politiker. Unter anderem war er von 1872 bis 1876 Ministerpräsident im Großherzogtum Hessen, von 1876 bis 1879 Präsident des Reichskanzleramts und 1879/80 Staatssekretär (Minister) im daraus hervorgegangenen Reichsamt des Innern, danach bis 1887 Chef des Reichsamts für Elsaß-Lothringen.

## Familie
Sein Vater war der Hofgerichts-Advokat Heinrich Karl Hoffmann (1795–1854) am Hofgericht Darmstadt, seine Mutter dessen Ehefrau Sophie, geborene Volhard (1798–1857). Die Maler Rudolf und Heinrich Ferdinand Hofmann waren seine Brüder.

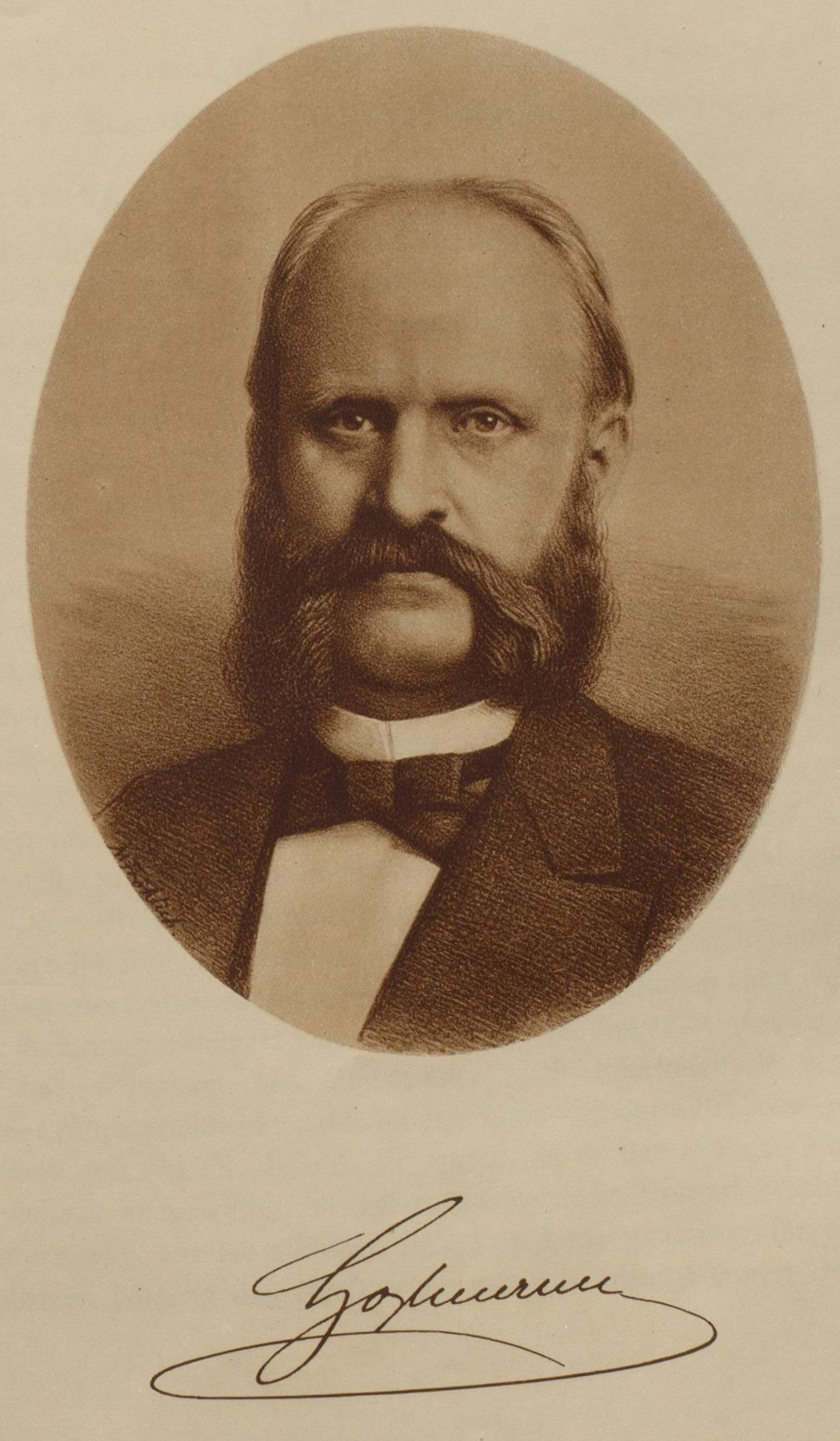
Karl von Hofmann

Karl von Hofmann heiratete Cora Kekulé von Stradonitz (1835–1897). Kinder aus dieser Ehe waren:
- Sophie (* 1860) ⚭ Justus Carriere
- Ludwig (1861–1945) ⚭ Eleonore Kekulé von Stradonitz (* 1876)
- Heinrich (1863–1921), Generalleutnant ⚭ Freiin Asta von Grüter-Diepenbroik (1875–1940)
- Maria (* 1865) ⚭ Justus Thiersch (1859–1937), Bezirksarzt, Sohn von Carl Thiersch
- Cornelie (* 1866) ⚭ Max von Kaisenberg (1862–1916), Oberstleutnant[1]

Karl von Hofmann starb 1910 in Darmstadt. Beigesetzt wurde er auf dem Kaiser-Wilhelm-Gedächtnis-Friedhof in Charlottenburg-Westend. Das Grab ist nicht erhalten.

## Karriere

### Anfänge
Karl Hofmann studierte Rechtswissenschaft an der Hessischen Ludewigs-Universität, wo er sich 1845 der Alten Gießener Burschenschaft Frankonia anschloss. Er wurde Hofgerichtsakzessist, bemühte sich nach seinem Studium aber vergeblich um eine Zulassung als Anwalt.
1858 wurde er Ministerialsekretär 2. Klasse im Ministerium des Großherzoglichen Hauses und des Äußeren des Großherzogtums Hessen, 1861 zum Ministerialsekretär 1. Klasse befördert und noch im gleichen Jahr Legationsrat. 1864 erhielt er den Titel „Geheimer Legationsrat“ und wurde 1865 „Vortragender Rat“.g 1864 begleitete er den Gesandten des Deutschen Bundes, Friedrich Ferdinand von Beust, auf die (ergebnislose) Konferenz von London, die zur Klärung der Schleswig-Holstein-Frage einberufen worden war.
Nach dem Krieg von 1866, bei der das Großherzogtum Hessen auf der Seite der Verlierer stand, nahm er als Bevollmächtigter an den Verhandlungen mit Preußen teil, die zum Friedensvertrag vom 3. September 1866 führten. Anschließend war er ab 1866 Großherzoglich Hessischer Gesandter in Berlin und dessen Vertreter im Bundesrat des Norddeutschen Bundes. Hier entstand ein enger Kontakt zu Otto von Bismarck. Ab der Gründung des Deutschen Reiches 1871 war er weiterhin der Gesandte des Großherzogs von Hessen beim preußischen König, zugleich aber auch Bevollmächtigter des Großherzogtums beim Bundesrat.

### Hessischer Ministerpräsident
Mit Gründung des Deutschen Reichs war der hessische Ministerpräsident, Karl Friedrich Reinhard von Dalwigk, der zäh an einer pro-österreichischen Politik festgehalten hatte, ein Gegner der Kleindeutschen Lösung und langjähriger Gegner Bismarcks gewesen war, aber den festen Rückhalt seines ähnlich eingestellten Landesherren, Ludwig III., genoss, unhaltbar geworden. Bei einem Besuch in Berlin wurde Ludwig III. dann so unter Druck gesetzt, dass er Dalwigk entließ. Für ihn gesichtswahrend wurde zunächst der langjährig amtierende, bereits 77 Jahre alte Justizminister, Friedrich von Lindelof, als neuer Ministerpräsident installiert, bevor diesem dann ein Jahr später Karl Hofmann folgte. Dessen offizieller Titel war: Minister des Auswärtigen und Präsident des Gesamtministeriums.
Im Bundesrat vor allem mit seiner deutschnationalen Einstellung auffällig, führte Hofmann im Großherzogtum lang ersehnte Reformen durch, unter anderem regelte er im Sinne der preußischen Maigesetze 1875 das Verhältnis zur römisch-katholischen Kirche neu.

### Spitzenbeamter im Reich
Am 18. Mai 1876 wurde er auf eigenes Nachsuchen als hessischer Ministerpräsident entlassen, um zum 1. Juni 1876 zum Reichskanzleramt zu wechseln, wo er Rudolph von Delbrück als Präsident ablöste. Seine Stellung war aber weitaus weniger selbständig als die Delbrücks, er sollte immer nach Bismarcks Intentionen und Direktiven zur inneren Politik verfahren. Am 23. Mai 1878 brachte Hofmann für den krankheitsbedingt verhinderten Otto von Bismarck das Sozialistengesetz in den Reichstag ein und verteidigte den Entwurf energisch.
1879 erhielt er – nach Ausgliederung eines Reichsamts des Innern – am 24. Dezember 1879 den dortigen Chef-Posten als Staatssekretär (Minister). Bereits am 24. März 1879 hatte er auch das Amt des preußischen Ministers für Handel und Gewerbe übernommen.
Eine Meinungsverschiedenheit mit dem Reichskanzler bei der Vorbereitung der gesetzlichen Unfallversicherung führte im August 1880 zu seinem Rücktritt. Nur zwei Monate später übernahm er das Amt des Staatssekretärs im Reichsamt für Elsaß-Lothringen in Straßburg, das er bis zur Reichstagswahl 1887 behielt.

### Weiteres Engagement
Karl Hofmann war Vorstandsmitglied und seit 1889 stellvertretender Präsident der Deutschen Kolonialgesellschaft. 1891 wurde er in den Kolonialrat berufen. Von 1887 bis 1904 gehörte er dem Vorstand der Deutschen Kolonialgesellschaft für Südwestafrika an.

## Ehrungen
- 1860 Ritterkreuz des spanischen Isabella-Ordens[3][4]
- 1864 Ritterkreuz des Königlich Sächsischen Albrechts-Ordens[3]
- 1866 Ritterkreuz I. Klasse des Ludewigsordens[3][4]
- 1867 Roter Adlerorden I. Klasse[3][4]
- 1868 Großkreuz des Herzoglich Sachsen-Ernestinischen Hausordens[3][4]
- 1870 Komturkreuz II. Klasse des Verdienstordens Philipps des Großmütigen[3][4]
- 1872 Bayerisches Verdienstkreuz für die Jahre 1870/71[3][4]
- 1872 Verleihung des Titels „Geheimrat“[3][4]
- 1872 Preußischer Kronenorden III. Klasse mit dem Genfer roten Kreuz versehen[3]
- 1872 Großkreuz des württembergischen Friedrichs-Ordens[3][4]
- 1872 Fürstlich-Schwarzenburgisches Ehrenkreuz I. Klasse[3][4]
- 1872 Großkreuz des Sächsischen Hausordens der Wachsamkeit oder vom weißen Falken[3][4]
- 1873 Großkreuz des Verdienstordens Philipps des Großmütigen[3][4]
- 1873 Russischer Orden der Heiligen Anna I. Klasse[3][4]
- 1875 Verleihung des Titels „Wirklicher Geheimrat“[3][4]
- 1876 Großkreuz des Ludewigsordens[3][4]
- 1882 Wilhelm I. erhob ihn in den erblichen preußischen Adel.[8]